# Jumper (novela)
Jumper es una novela de fantasia escrita en 1992 en primera persona por Steven Gould. En 2008, el director estadounidense Doug Liman presentó una versión cinematográfica de la novela.

## Argumento
Una noche, mientras era físicamente maltratado por su padre, David Rice se teletransporta (o "salta"), de forma inexplicable, al interior de una biblioteca. Nunca se explica el origen de sus poderes. Jurando no regresar a casa de su padre, David se encamina a la ciudad de Nueva York. Después de haber sido asaltado y descubrir que no puede conseguir empleo sin un certificado de nacimiento o número de seguro social, asalta un banco local teletransportándose dentro de la caja fuerte, robando un millón de dólares y empezando así una vida de lectura, obras teatrales y cenas en restaurantes elegantes.
En una obra conoce a Millie Harrison, una mujer con quien hace un tour por Nueva York antes de que esta regrese a la universidad de Stillwater, Oklahoma. David posteriormente la visita en Oklahoma y van a una fiesta, donde se topan con el exnovio de Millie, Mark, quien trata de pelear con David, haciendo que este lo teletransporte lejos sin que nadie lo note. Sintiéndose mal por David, Millie lo invita a dormir en su casa. Oficialmente comienzan una relación y hacen el amor. Luego continúan viéndose y se enamoran. David logra ubicar y reunirse con su desaparecida madre, Mary Niles, quien se marchó tras haber sido severamente golpeada por su exesposo, el padre de David, quien interceptó todos sus intentos por comunicarse con su hijo.
La policía de Nueva York empieza a investigar a David después de que éste salva a una vecina del ataque de su abusivo esposo, enviándolo a un parque. Debido a esto, David se muda a Oklahoma, donde renta un departamento cerca de Millie. Una noche, mientras David no está, la Policía de Nueva York entra a su apartamento cuando llama Millie. La policía le informa sobre la investigación y cuando David le intenta explicar lo sucedido, ella termina con él y le dice que se marche. Furioso, David salta delante de ella, hacia su departamento en Stillwater.
Semanas más tarde, David extraña a Millie cuando empieza a recibir cartas de ella, como una forma de reconciliarse.
Mary, que estaba en un viaje de negocios, es asesinada por terroristas cuando su avión es secuestrado. David entonces comienza a buscar a Rashid Matar, el terrorista responsable de la muerte de su madre. David empieza a saltar a Argelia en busca de Matar, teniendo que esquivar a la policía casi cada vez que está allí. En el funeral de Mary, David ve a su padre otra vez tras diez años y es interrogado por la policía otra vez. Mientras que él está buscando al terrorista, él y Millie finalmente salen tras varios separados. David le cuenta todo, incluso sobre el robo al banco, lo que le genera molestia. A pesar de todo lo que él le dice: su habilidad para saltar y el dinero robado, Millie confiesa que lo extraña y que esta profundamente enamorada de él. David y Millie retoman oficialmente su relación.
Sin embargo, la Agencia de Seguridad Nacional, dirigida por el veterano agente Brian Cox, empieza a sospechar cuando se enteran de que David puede llegar de Argelia a los Estados Unidos en tan solo unas pocas horas. Cuando se le interroga, David salta fuera de la oficina de la NSA, en presencia de Cox y varios otros agentes. Entonces, Cox y la NSA deciden capturar a David para que puedan utilizar sus poderes. Después de numerosos fracasos para agarrar David, Cox toma como rehenes a Millie con el fin de llegar a él. David golpea de nuevo por el acaparamiento de Cox, y más tarde captura Matar y su abusivo padre - lo que lo pone en la posición única de controlar el destino de sus tres verdugos.
Esta experiencia tiene efectos profundos sobre los cuatro de ellos. David se encuentra incapaz de matar a sus cautivos a pesar de sus crímenes en su contra, y en última instancia, los libera. David se convierte Matar a las autoridades, amenazando con venir en pos de él de nuevo si no es hallado culpable por sus crímenes. Su padre se ve obligado a reconocer su abuso de David y María, y entra en el asesoramiento alcohólica. Cox se ve obligado a ver las similitudes entre sus acciones y las de los terroristas y los agresores de mujeres alcohólicas, y ha puesto en libertad y Millie está de acuerdo en detener la caza de David.
Más tarde, Millie consuela a David como se da cuenta de que no puede escapar de su dolor a través de la teletransportación o la acción vigilante, y entra en el asesoramiento como así. 
- Datos: Q3045974